# Leon de Beer
Leon de Beer est un homme politique sud-africain et parlementaire de 1987 à 1989. Il est le premier candidat à une élection en Afrique du Sud à cibler spécifiquement l'électorat homosexuel lors de sa campagne.

## Carrière politique
En 1987, la campagne de Leon de Beer marque les esprits en publiant des publicités dans Exit, une publication destinée à la communauté gay. Ce soutien aux homosexuels génère une attention médiatique considérable.
Sa victoire est d'autant plus controversée car il est membre du Parti national, le parti au pouvoir responsable de l'apartheid et de lois anti-sodomie. De Beer fait une double promesse de campagne: promouvoir les droits des homosexuels en Afrique du Sud et rétablir Hillbrow comme une zone réservée aux Blancs.
Finalement, de Beer remporte l'élection, battant Alf Widman, le candidat sortant du Parti fédéral progressiste. Cette victoire est  attribuée au soutien de la communauté gay blanche de Hillbrow.
En 1988, Leon de Beer, ainsi que d'autres politiciens, est accusé de fraude électorale. À la suite de ces accusations, il démissionne en janvier 1989. Reconnu coupable, il a est condamné à deux ans de prison, dont il a purgé huit mois. 
Après sa libération, Leon de Beer continue de s'impliquer en politique.[réf. nécessaire]
Dans les années 1990, il siège brièvement au comité exécutif régional du Congrès national africain pour le sud de l'État Libre.[réf. nécessaire]
Il tente également de se présenter comme candidat pour le Parti démocrate, mais sa candidature est rejetée.[réf. nécessaire]
En dehors de la politique, De Beer travaille comme directeur de l'Anglo-Boer War Foundation. Cependant, cette collaboration est devenue controversée lorsque sa condamnation antérieure pour fraude électorale est révélée aux organisateurs de la Fondation,.
Leon de Beer meut en juin 2016 à Bloemfontein. 

## Note et références
- (en) Cet article est partiellement ou en totalité issu de l’article de Wikipédia en anglais intitulé « Leon de Beer » (voir la liste des auteurs).

1. 1 2 3 4 5  (en) Shaun De Waal, « Everyone’s chasing the Hillbrow gay vote » , sur The Mail & Guardian, 31 août 1989 (consulté le 15 juillet 2025)
2. ↑  Edwin Cameron et Mark Gevisser, Defiant Desire: Gay and Lesbian Lives in South Africa, Routledge, 13 septembre 2013, 61–62 p. (ISBN 978-1-136-65595-1, lire en ligne)
3. ↑  Engin F. Isin et Peter Nyers, Routledge Handbook of Global Citizenship Studies, Taylor & Francis, 27 juin 2014 (ISBN 978-1-136-23795-9, lire en ligne)
4. ↑  Daniel Conway, « Queering Apartheid: The National Party's 1987 'Gay Rights' Election Campaign in Hillbrow », Journal of Southern African Studies, vol. 35, no 4,‎ 2009, p. 849–863 (ISSN 0305-7070, lire en ligne, consulté le 15 juillet 2025)
5. ↑  « AFRIQUE DU SUD : la démission d'un ministre et de deux députés Le parti au pouvoir est secoué par des affaires de corruption », Le Monde,‎ 28 janvier 1989 (lire en ligne, consulté le 15 juillet 2025)
6. ↑  Greg Myre, « Casino Head Admits Bribery In Latest Corruption Scandal », Associated Press, Johannesburg,‎ 18 janvier 1989 (lire en ligne, consulté le 1er septembre 2019)
7. ↑  « Changing the face of a war - The Mail & Guardian », 23 septembre 1999
8. ↑  « Probe set for ex con's Anglo-Boer fund » [archive du 17 août 2021]